# 曹潤
曹潤，浙江錢塘縣人，明朝政治人物、進士。
永樂二年，曹潤中甲申科殿試進士三甲第三十一名，同年十二月，授给事中。永樂九年，其彈劾成国公朱勇、魏国公徐钦、定国公徐景昌、永康侯徐忠、右都督郭义等人。后授刑科都給事中。永樂十八年八月，被貶戍邊。